# John Cabot
John Cabot, původním jménem Giovanni Caboto (před rokem 1450 – asi 1499), byl italský námořník a objevitel. Je znám svými objevnými expedicemi vykonanými v anglických službách, při nichž pro Evropu po Erikssonovi znovuobjevil severoamerickou pevninu. Politický význam jeho cest tkví v tom, že se na nich zakládal nárok anglické koruny na Severní Ameriku.

## Životopis

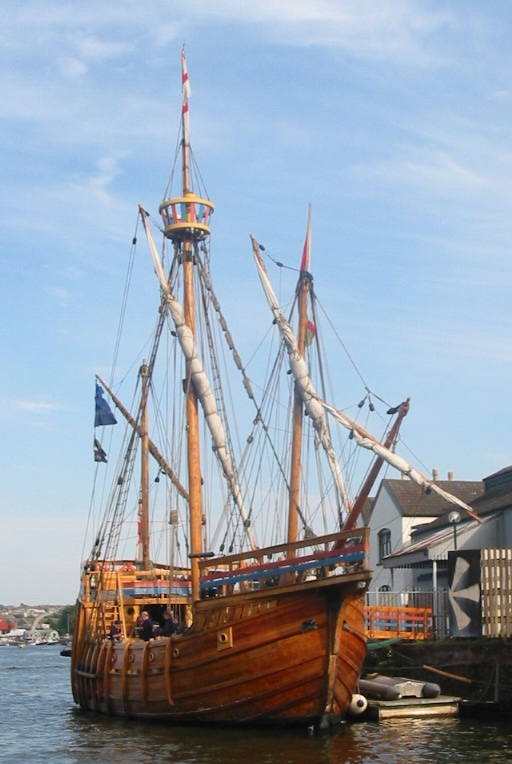
Replika lodi Matthew v Bristolu

Caboto byl původem Ital, snad z Janova, nejpozději od roku 1461 žil v Benátkách, kde roku 1476 získal občanství a obchodoval v Levantě a podle vlastních slov prý dokonce navštívil Mekku. Roku 1474 se oženil a se ženou Matteou měl tři syny - Ludovico, Sancto a Sebastiano. Kromě obchodu také stavěl domy, ale silně se zadlužil a roku 1488 odešel před věřiteli do španělské Valencie. Tam působil jako stavitel a roku 1494 začal stavět most v Seville, kde mohl zažít návrat Kryštofa Kolumba z jeho první cesty 15. března 1493. Také Caboto sháněl prostředky na zámořskou výpravu, snad i v Portugalsku, a když nepochodil, odejel roku 1495 do Londýna. Jako Kolumbus chtěl Caboto také dosáhnout břehů Asie cestou na západ, ale rozhodl se pro plavbu v severním Atlantiku, kde je vzdálenost menší. V Londýně se – snad s podporou italského agustiniána Fra Giovanni de Carbonaris – dostal ke králi Jindřichovi VII., který mu v březnu 1496 udělil povolení pro plavbu pod anglickou vlajkou do dosud neobjevených zemí. To byla důležitá doložka, protože už 1494 si Španělsko a Portugalsko s papežským souhlasem rozdělily své sféry vlivu v Americe a Jindřich se s nimi nechtěl dostat do konfliktu.

## Cesty

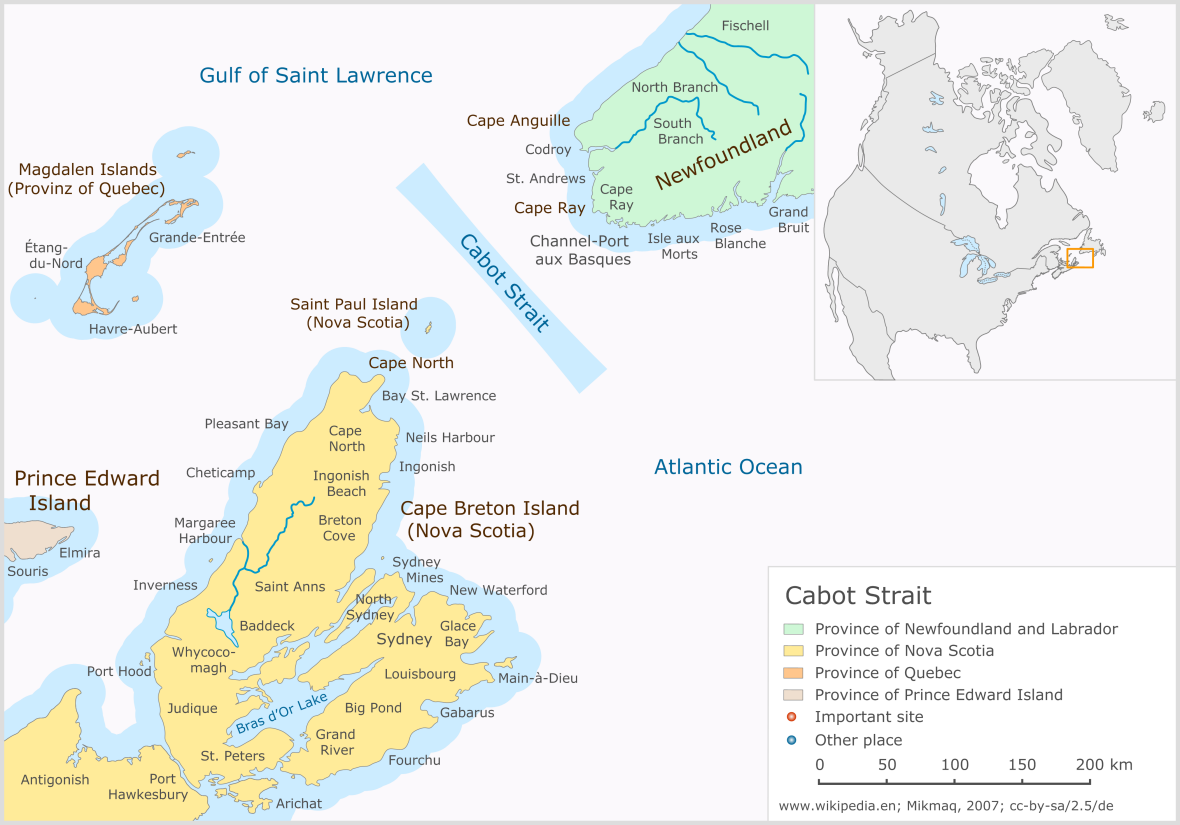
Cabotův průliv v Kanadě

Caboto měl královské privilegium, ale potřeboval loď a peníze. Odebral se do Bristolu, což byl tehdy druhý největší přístav v Anglii a bristolští námořníci měli s Atlantikem jisté zkušenosti. O jeho první cestě je známo jen velmi málo. Vyplul patrně v létě roku 1496 s jednou lodí na sever, ale došly mu zásoby, dostal se do bouře a hádky posádky ho přiměly k návratu.
Na druhou cestu vyplul podle pozdější zprávy s malou lodí Matthew 2. května 1497 z Bristolu s 18 muži na palubě a 24. června 1497 přistál na ostrově Newfoundland, podle pozdější kroniky „objevil Ameriku“. Vystoupil na pobřeží (snad na Cape Bonavista), kde vztyčil benátskou, papežskou a anglickou vlajku a zemi prohlásil za anglickou državu. Po prozkoumání pobřeží zjistil, že je tato oblast obývaná, protože objevil zbytky po ohni, síť, dřevěný nástroj a lidské stopy. Se žádnými domorodci se ale nesetkal a strávil pak několik týdnů plavbou podél pobřeží. Na zpáteční cestě zamířil příliš na jih a přistál v Bretani, odkud se 6. srpna vrátil do Bristolu. Po návratu byl přijat s velkými poctami králem a dostal roční penzi 20 liber.
Caboto se stejně jako Kolumbus domníval, že doplul na sever říše velkého chána. Při další plavbě se tak chtěl vydat na jih podle pobřeží a doplout do Kathaje popisované Marcem Polem a k Ostrovům koření. 3. února 1498 dostal královský patent na další plavbu a v květnu 1498 znovu vyplul s pěti loděmi a 200 muži, z nichž jedna se musela vrátit, protože byla poškozena. 11. června 1948 byla plavba kvůli ledovcům a studeného počasí tak obtížná, že se museli obrátit a vrátit se. O dalším osudu výpravy nebylo nic známo, a tak se předpokládalo, že všichni zahynuli na moři. Významná britská historička A. Ruddock však v 90. letech naznačila, že našla doklady o tom, že se Cabot dva roky plavil podél východního pobřeží Severní Ameriky a dospěl až do Karibiku. Výpravy se podle ní účastnili i italští augustiniáni z Londýna jako misionáři a výprava se prý 1500 vrátila do Bristolu. Tyto údaje však nepublikovala a než roku 2005 zemřela, nařídila své záznamy spálit. Přesto se odborníci domnívají, že její domněnky nebyly nepodložené a v jejím projektu pokračuje Bristolská univerzita.

## Ohlas a význam

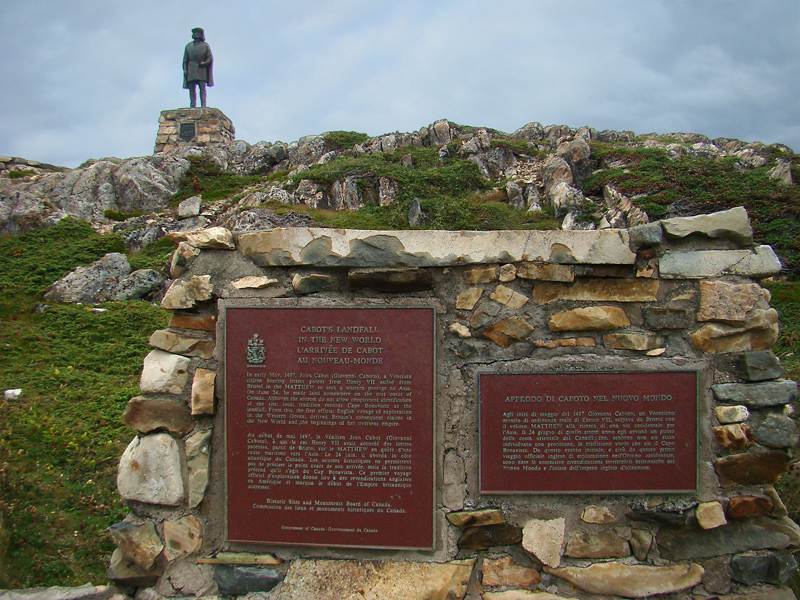
Cabotův pomník na Cape Bonavista

Ve své době neměly Cabotovy cesty velký ohlas, je nicméně zachován dopis, patrně adresovaný Kolumbovi, v němž o nich bristolský obchodník informuje. Pokud se Caboto skutečně dostal až do Karibiku, překročil tím meze svého oprávnění a mohl zavdat příčinu ke konfliktu se Španělskem. Protože král Jindřich právě vyjednával sňatek se španělskou princeznou, mohl mít důvody cestu spíše tajit.
V pozdější době však Cabotovy objevy začaly hrát stále větší politickou roli, když jimi Anglie začala dokládat svůj primát a nárok na severoamerické državy. Dodnes je Cabot významnou postavou kanadských dějin a identity. Po norském Vikingovi Leifru Eiríkssonovi byl po mnoha staletích prvním mořeplavcem, který do těchto moří zavítal a ukázal tím cestu pro další objevitele, kteří hledali Severozápadní průjezd. Na Newfoundlandu i v Bristolu byla roku 1897 postavena Cabotova věž, je po něm pojmenován Cabotův průliv (Cabot strait) do Zálivu svatého Vavřince mezi ostrovy Newfoundland a Nova Scotia, planetka hlavního pásu (7317) Cabot, letadlová loď USS Cabot, řada ulic a náměstí, americká univerzita v Římě a mnoho dalších.